# کرم اصلاح

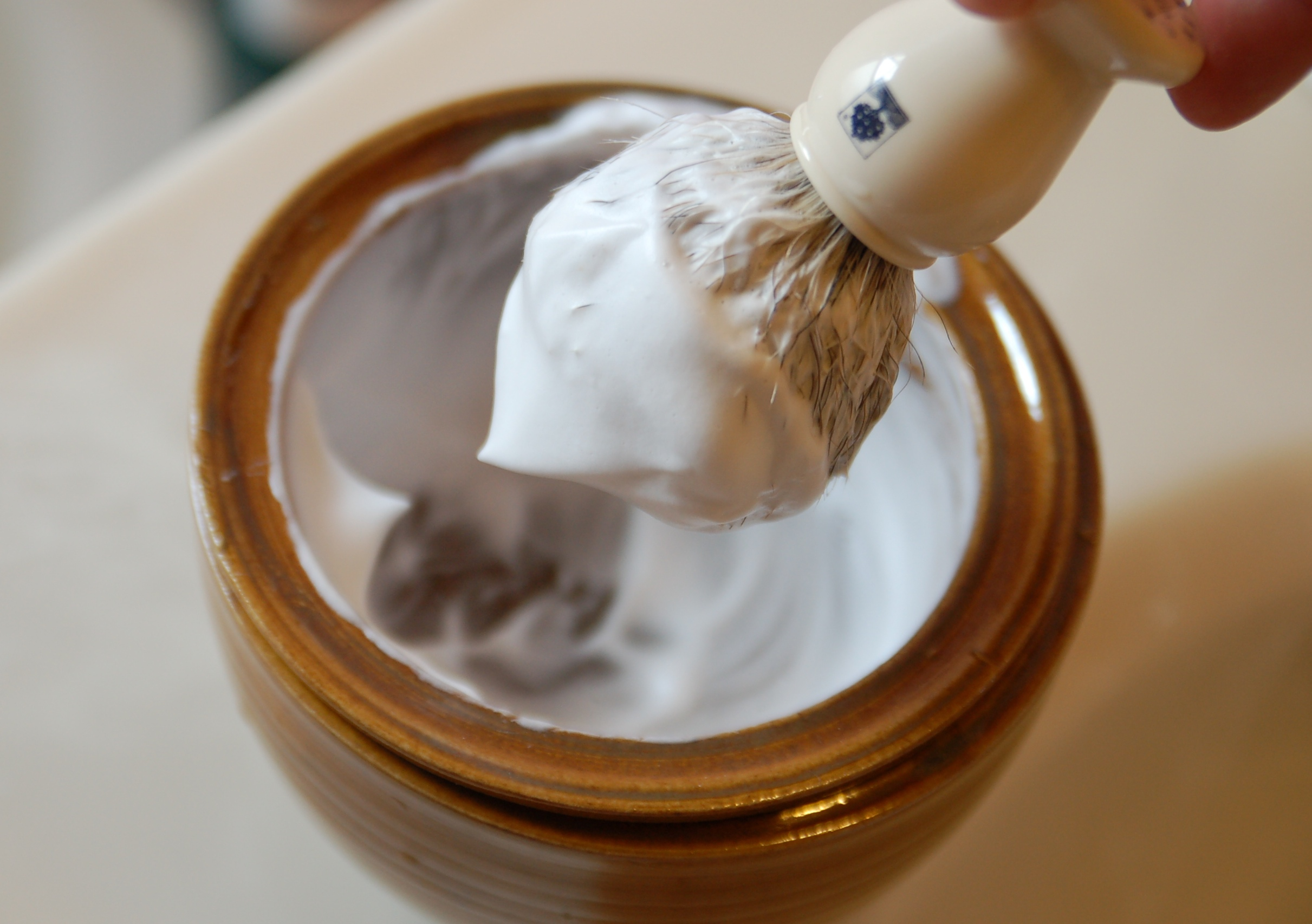
خمیر اصلاح آماده شده با یک فرچه اصلاح

کرم اصلاح یا خمیر اصلاح پس از آماده شدن با استفاده از فرچه اصلاح به صورت و سر یا هرجا که مو رشد می‌کند مالیده می‌شود برای تسهیل کردن اصلاح و مخصوصاً اصلاح صورت.
به‌کارگیری خمیر/کف اصلاح سه اثر دارد:
- روان کردن فرایند برش
- بلند کردن موها با متورم‌سازی کراتین
- کم حس کردن پوست

کرم‌های تجاری معمولاً در تیوپ و ظرف فروخته می‌شوند. کرمهای اصلاح همچنین در قوطی‌های اسپری هواپخش (en) به صورت کف (فوم/Foam) یا ژل توزیع می‌شوند.
کرم‌های اصلاح که در تیوپ یا ظرف عرضه می‌شوند معمولاً یا مستقیم روی فرچه ریخته و روی موهای خیس کشیده می‌شود تا ایجاد کف کند یا درون ظرفی ریخته می‌شود و با کمی آب ترکیب و هم زده می‌شوند تا کف زیاد ایجاد کند که آن را می‌توان روی صورت خشک هم مالید.

## تفاوت ژل اصلاح با کف اصلاح
بعضی کرم‌های اصلاح تجاری در قوطی‌های اسپری نیز فروخته می‌شوند که یا کف (فوم/Foam) هستند یا ژل. آن‌ها در قیمت و خاصیت با هم تفاوت‌هایی دارند:
- کف ایجاد شده توسط ژل اصلاح کم‌تر و شفاف‌تر از کف اصلاح است، در نتیجه بهتر می‌توان ریش‌ها را دید که کمک می‌کند بهتر به ریش‌ها مدل داد.
- ژل اصلاح معمولاً کمی گران‌تر از کف اصلاح است، ولی در عوض مقدار کم‌تری از ژل اصلاح در مقایسه با کف اصلاح استفاده می‌شود، یک محدوده از موها که به مقدار زیادی از کف اصلاح برای پوشش دادن احتیاج دارد، به مقدار کم‌تر، گاهی خیلی کم‌تر از ژل اصلاح احتیاج دارد.
- به علت بافتی که «ژل اصلاح» در مقایسه با کف اصلاح دارد، در حین اصلاح، تیغ‌های دسته‌دار بیش‌تر مسدود می‌شوند، در نتیجه بیش‌تر به شستن احتیاج دارند، البته در صورت استفاده از «دسته تیغ» های سنتی تفاوتی نخواهد داشت.
- مردانی که طرف‌دار ژل اصلاح هستند، ادعا می‌کنند که با ژل اصلاح فرایند اصلاح سریع‌تر و مفیدتر است، این به این دلیل است که ژل اصلاح برخلاف کف اصلاح خشک نمی‌شود، در حالیکه با کف اصلاح ممکنه به علت خشک شدن، دوباره به ریختن آن احتیاج باشد.
- بیش‌تر مردان می‌گویند که ژل اصلاح برای موهای ضخیم بهتر کار می‌کند در مقایسه با کف اصلاح.[۱]

## صفحات مرتبط
- کرم موبر
- ریش‌تراش